# Fletcherite
La fletcherite (simbolo IMA: Ftc) è un minerale molto raro del supergruppo dello spinello e in particolare dei tiospinelli, nella cui famiglia occupa un posto nel sottogruppo della carrollite;; appartiene alla classe minerale dei "solfuri e solfosali" con composizione chimica CuNi2S4 e quindi, da un punto di vista chimico, è un solfuro di rame-nichel.

## Etimologia e storia
La fletcherite è stata scoperta nella cava di piombo-zinco "Fletcher" vicino a Centerville nella contea di Reynolds (nel Missouri, Stati Uniti). È stato descritto per la prima volta nel 1977 da J. R. Craig e A.B. Carpenter, che hanno chiamato il minerale come la sua località tipo.
Il campione tipo del minerale è esposto nel Museo di Storia Naturale di Londra col numero di collezione BM 1977,264, nel Royal Ontario Museum di Toronto (Canada) col numero di collezione M35070, nonché nel Museo Mineralogico dell'Università Harvard a Cambridge col numero di collezione 134552 e presso il National Museum of Natural History di Washington col numero di collezione 137032.

## Classificazione
Nella Sistematica dei lapis (Lapis-Systematik) di Stefan Weiß la fletcherite è elencata nella classe dei "solfuri con [il rapporto di massa] metallo : S,Se,Te < 1:1" insieme a bornhardtite, cadmoindite, carrollite, cuprokalininite, daubréelite, florensovite, greigite, indite, kalininite, linnaeite, polidimite, siegenite, trüstedtite, tyrrellite e violarite, col le quali forma il "gruppo della linnaeite" con il numero di sistema II/D.01.
La nona edizione della classificazione dei minerali di Strunz, aggiornata dall'IMA fino al 2009, elenca la fletcherite nella classe "2. Solfuri e solfosali (solfuri, seleniuri, tellururi; arseniuri, antimoniuri, bismuturi; solfoarseniuri, solfoantimonuri, solfobismuturi, ecc.)" e nella sottoclasse "2.D Solfuri metallici, M:S = 3:4 e 2:3"; questa viene ulteriormente suddivisa in base al rapporto tra metallo (M) e zolfo (S) in modo che la fletcherite possa essere trovata nella sezione "2.DA M:S = 3:4" dove insieme a cadmoindite, cuprokalininite, cuproiridsite, cuprorhodsite, ferrorhodsite, florensovite, greigite, indite, kalininite, malanite, trüstedtite, bornhardtite, carrollite, daubréelite, linnaeite, polidimite, siegenite, tyrrellite, violarite e xingzhongite forma il sistema nº 2.DA.05.
Tale classificazione è mantenuta anche nell'edizione successiva, proseguita dal database "mindat.org" e chiamata Classificazione Strunz-mindat dove ai minerali già citati si aggiungono berndlehmannite, joegoldsteinite, nickeltyrrellite e shiranuiite.
Anche la classificazione dei minerali secondo Dana, che viene utilizzata principalmente nel mondo anglosassone, classifica la fletcherite nella divisione dei "minerali solfuro"; qui è nel "gruppo della linnaeite" (Isometrico: Fd3m)" con il sistema nº 02.10.01 nella sezione dei "solfuri – compresi seleniuri e tellururi – con composizione AmBnXp, con (m+n):p = 3:4".

## Chimica
La fletcherite è costituita da rame (Cu), nichel (Ni) e zolfo (S) nel rapporto di 1:2:4 tipico degli spinelli. Ciò corrisponde a una frazione di massa (% in peso) del 20,55% in peso di rame, del 37,97% in peso di nichel e del 41,48% in peso di zolfo.
Un totale di 39 misurazioni con microsonda elettronica di campioni di minerali naturali provenienti dalla località tipo "Fletcher Mine" ha prodotto composizioni medie comprese tra 12,4 e 22,5 in peso di rame, tra 19,1 e 36,5 in peso di nichel e tra 38,3 e 41,7 in peso di zolfo, nonché in ulteriori 9,5-17,0 in peso di cobalto (Co) e tra 0,2 e 1,2 in peso di ferro (Fe).
Da questi valori, le composizioni empiriche tra Cu0,67Ni2,11Co0,61Fe0,01S4,00 e Cu1,13Ni1,04Co0,84Fe0,06S4,00 sono state calcolate sulla base di 4 apfu (atomi per unità di formula) di zolfo.
A causa della percentuale costantemente significativa di cobalto, la composizione chimica è stata data come formula mista con Cu(Ni,Co)2S4, tuttavia, la formula idealizzata CuNi2S4 è riconosciuta dall'IMA.

## Abito cristallino
La fletcherite cristallizza nel sistema cubico del gruppo spaziale Fd3m (gruppo nº 227) e la costante di reticolo a = 9,52 Å e 8 unità di formula per cella unitaria.

## Origine e giacitura
La fletcherite si forma in bande di minerali ricchi di rame, dove sostituisce la dolomite esistente. Nella sua località tipo, la miniera di "Fletcher" vicino a Centerville nel Missouri, è stato trovato in paragenesi con bornite, calcopirite, covellite, digenite, pirite e vaesite. A Kalgoorlie-Boulder, nell'Australia Occidentale, c'è paragenesi anche con pirrotite. Altri siti noti negli Stati Uniti sono limitati alla vicina miniera di "Sweetwater" (anche miniera di "Milliken") vicino a Ellington (Contea di Reynolds, Missouri).
In Germania, la fletcherite è stata trovata nella cava di "Glanzenberg" vicino a Silberg, un distretto del comune di Kirchhundem (Renania Settentrionale-Vestfalia), e nella miniera di sale di "Gröna" vicino all'omonimo villaggio nel circondario del Salzland (in Sassonia-Anhalt).
Altri siti noti includono il Brasile, la Repubblica Democratica del Congo, la Finlandia, il Canada, la Namibia, il Portogallo, la Russia, la Spagna e la Repubblica Ceca.

## Forma in cui si presenta in natura
La fletcherite è stata trovata solo sotto forma di grani irregolari fino a circa 200 μm di dimensione, che sono tipicamente incorporati in altri solfuri. Il minerale è opaco in qualsiasi forma e mostra una lucentezza metallica sulla superficie dei grani color grigio acciaio. Nella luce incidente, tuttavia, la fletcherite appare bianco crema, mentre il colore del suo striscio è grigio-nero.